# Andrew Scott
Andrew Scott (Dublin, 21 de outubro de 1976) é um ator irlandês, mais conhecido por interpretar o vilão Jim Moriarty na série de televisão Sherlock e o Padre na série de televisão Fleabag.

## Início de vida e educação
Scott nasceu em Dublin, na Irlanda. Seu pai, Jim, trabalhou em uma agência de emprego, e sua mãe, Nora, era uma professora de arte. Ele tem duas irmãs uma mais velha, Sarah, que é uma treinadora de esportes e uma mais nova, Hannah. Scott freqüentou Gonzaga College, uma escola privada jesuíta para meninos do lado sul de Dublin. Ele pegou as aulas de sábado em uma escola de teatro para crianças e apareceu em dois anúncios na televisão irlandesa. Aos dezenove anos, ele foi escolhido por um papel principal em seu primeiro filme, Korea (1995). Scott ganhou uma bolsa de estudos para a escola de arte, mas foi eleito para estudar drama no Trinity College, em Dublin, saindo depois de seis meses para se juntar ao Dublin’s Abbey Theatre. Declarou à revista London Evening Standard, que sempre teve uma "obsessão saudável" com a atuação.

## Vida pessoal
Scott foi classificado no número vinte e dois na lista da revista The Independent do Reino Unido em 2014, sobre às cento e uma pessoas LGBT, que "fazem a diferença".

## Filmografia

### Cinema
| Ano  | Filme                           | Papel                     | Notas          | R. |
| ---- | ------------------------------- | ------------------------- | -------------- | -- |
| 1995 | Korea                           | Eamonn Doyle              |                |    |
| 1997 | Drinking Crude                  | Paul                      |                |    |
| 1998 | Saving Private Ryan             | Soldier on the beach      |                |    |
| 1998 | The Tale of Sweety Barrett      | Danny                     |                |    |
| 2000 | Nora                            | Michael Bodkin            |                |    |
| 2003 | Dead Bodies                     | Tommy McGann              |                |    |
| 2009 | The Duel                        | Ivan Andreich Laevsky     |                |    |
| 2010 | Chasing Cotards                 | Hart Elliot-Hinwood       | Curta-metragem |    |
| 2010 | Silent Things                   | Jake                      | Curta-metragem |    |
| 2012 | Sea Wall                        | Alex                      | Curta-metragem |    |
| 2013 | The Stag                        | Davin                     |                |    |
| 2014 | Locke                           | Donal                     | Voz            |    |
| 2014 | Pride                           | Gethin Roberts            |                |    |
| 2014 | Jimmy's Hall                    | Father Seamus             |                |    |
| 2015 | SPECTRE                         | C (Max Denbigh)           |                |    |
| 2015 | Victor Frankenstein             | Inspector Roderick Turpin |                |    |
| 2016 | Alice Through the Looking Glass | Dr. Addison Bennett       |                |    |
| 2016 | Swallows and Amazons            | Lazlow                    |                |    |
| 2016 | Denial                          | Anthony Julius            |                |    |
| 2016 | This Beautiful Fantastic        | Vernon Kelly              |                |    |
| 2016 | Handsome Devil                  | Dan Sherry                |                |    |
| 2016 | The Hope Rooms                  | Sean                      | Curta-metragem |    |
| 2017 | The Delinquent Season           | Chris                     |                |    |
| 2017 | Cognition                       | Elias                     | Curta-metragem |    |
| 2019 | 1917                            | Tenente Leslie            |                |    |
| 2022 | Catherine Called Birdy          | Lord Rollo                |                |    |
| 2023 | All of Us Strangers             | Adam                      |                |    |
| 2025 | Back in Action                  | Baron                     |                |    |
| 2025 | Blue Moon                       | Oscar Hammerstein II      |                |    |
| 2025 | Wake Up Dead Man                | Lee Ross                  |                |    |
| 2025 | Pressure                        | James Stagg               |                |    |
| TBA  | A Place in Hell                 |                           |                |    |

### Televisão
| Ano     | Série                         | Papel                   | Notas                        | R. |
| ------- | ----------------------------- | ----------------------- | ---------------------------- | -- |
| 1998    | The Wonderful World of Disney | Michael Grunbaum        | 1 episódio                   |    |
| 2001    | Band of Brothers              | John D. Hall            | 1 episódio                   |    |
| 2004    | My Life in Film               | Jones                   | 6 episódios                  |    |
| 2007    | Spies, Lies and the Superbomb | Andrei Sakarov          | 1 episódio                   |    |
| 2008    | John Adams                    | Colonel William Smith   | 4 episódios                  |    |
| 2010    | Foyle's War                   | James Devereaux         | 1 episódio                   |    |
| 2010    | Garrow's Law                  | Captain Robert Jones    | 1 episódio                   |    |
| 2010–17 | Sherlock                      | Jim Moriarty            | 8 episódios                  |    |
| 2011    | The Hour                      | Adam Le Ray             | 2 episódios                  |    |
| 2012    | Simon Schama's Shakespeare    | Sem nome                | 2 episódios                  |    |
| 2012    | Blackout                      | Dalien Bevan            | 3 episódios                  |    |
| 2013    | The Town                      | Mark Nicholas           | 3 episódios                  |    |
| 2013    | Dates                         | Christian               | 1 episódio                   |    |
| 2016    | The Hollow Crown              | King Louis XI of France | 1 episódio                   |    |
| 2017    | School of Roars               | Narrator / Vários       | 28 episódios                 |    |
| 2017    | Quacks                        | Charles Dickens         | 1 episódio                   |    |
| 2018    | King Lear                     | Edgar                   | Telefilme                    |    |
| 2019    | Black Mirror                  | Chris Gillhaney         | Episódio "Smithereens"       |    |
| 2019    | Fleabag                       | Padre                   | 6 episódios                  |    |
| 2019    | Modern Love                   | Tobin                   | 1 episódio                   |    |
| 2024    | Ripley                        | Tom Ripley              | 8 episódios; também produtor |    |

### Telefilmes
| Ano  | Filme                     | Papel                  | R. |
| ---- | ------------------------- | ---------------------- | -- |
| 1995 | Budgie                    | Peter                  |    |
| 1998 | The American              | Valentin de Bellegarde |    |
| 2000 | Longitude                 | John Campbell          |    |
| 2001 | I Was the Cigarette Girl  | Tim                    |    |
| 2005 | The Quatermass Experiment | Vernon                 |    |
| 2008 | Little White Lie          | Larry                  |    |
| 2010 | Lennon Naked              | Paul McCartney         |    |
| 2013 | Fifty Years on Stage      | Sem nome               |    |
| 2013 | Legacy                    | Viktor Koslov          |    |

## Prêmios e indicações
| Ano  | Organização                        | Prêmio                                          | Trabalho nomeado              | Resultado |
| ---- | ---------------------------------- | ----------------------------------------------- | ----------------------------- | --------- |
| 1998 | Irish Times Theatre Awards         | Best Supporting Actor                           | Long Day's Journey into Night | Indicado  |
| 2003 | IFTA                               | Best Actor in a Lead Role                       | Dead Bodies                   | Venceu    |
| 2004 | Berlin International Film Festival | Shooting Stars Award                            | Shooting Stars Award          | Venceu    |
| 2005 | Laurence Olivier Awards            | Outstanding Achievement in an Affiliate Theatre | A Girl in a Car with a Man    | Venceu    |
| 2007 | Drama League Awards                | Distinguished Performance                       | The Vertical Hour             | Indicado  |
| 2012 | BBC Audio Drama Awards             | Best Supporting Actor                           | Referee                       | Venceu    |
| 2012 | BAFTA                              | Best Supporting Actor                           | Sherlock                      | Venceu    |
| 2013 | IFTA                               | Best Supporting TV Actor                        | Sherlock                      | Venceu    |
| 2013 | BBC Audio Drama Awards             | Best Actor                                      | Betrayal                      | Venceu    |
| 2014 | IFTA                               | Actor in a Lead Role in a Feature Film          | The Stag                      | Indicado  |
| 2014 | British Independent Film Awards    | Best supporting Actor                           | Pride                         | Venceu    |
| 2015 | IFTA                               | Actor in a Supporting Role in a Feature Film    | Pride                         | Indicado  |
| 2015 | IFTA                               | Best Supporting TV Actor                        | Sherlock                      | Indicado  |
| 2017 | IFTA                               | Supporting Actor in a Lead Role in Drama        | The Hollow Crown              | Indicado  |
| 2020 | Globo de Ouro                      | Melhor Ator Coadjuvante em Televisão            | Fleabag                       | Indicado  |
| 2020 | Critics' Choice Television Awards  | Melhor Ator Coadjuvante em Série de Comédia     | Fleabag                       | Venceu    |
| 2020 | SAG Awards                         | Melhor Ator em Série de Comédia                 | Fleabag                       | Indicado  |
| 2020 | SAG Awards                         | Melhor Elenco em Série de Comédia               | Fleabag                       | Indicado  |
| 2020 | Emmy Awards                        | Melhor Ator Convidado em Série Dramática        | Black Mirror                  | Indicado  |